# رئیس‌جمهور مصر
رئیس‌جمهور مصر (به عربی: رئیس مصر)، شخصی است که با انتخاب مردم به عنوان رئیس کشور انتخاب می‌شود. طبق قانون اساسی ۲۰۱۲ مصر، رئیس‌جمهور فرمانده کل نیروهای مسلح مصر و رئیس قوه مجریه است.
مدت ریاست‌جمهوری چهار سال میلادی است و رئیس‌جمهور فقط می‌تواند یک دوره آن را تجدید کند. شورای عالی نیروهای مسلح مصر پس از برکناری حسنی مبارک پس از انقلاب ۲۰۱۱ مصر بر عهده گرفتند تا اینکه محمد مرسی در ژوئن ۲۰۱۲ در انتخابات پیروز شد تا نخستین رئیس‌جمهور غیرنظامی و پنجمین رئیس‌جمهور مصر از زمان ایجاد این پست از سال ۱۹۵۳ باشد. پس از کودتای ۲۰۱۳ مصر در ۳ ژوئن فرد نظامی به نام عدلی منصور رئیس‌جمهور موقت کشور شد.

## فهرست رئیس‌جمهوران مصر
|   | اسم                                               | تصویر | آغاز ریاست جمهوری | پایان | گروه سیاسی           |
| - | ------------------------------------------------- | ----- | ----------------- | ----- | -------------------- |
| ۱ | محمد نجیب                                         |       | ۱۹۵۳              | ۱۹۵۴  | مجلس فرماندهی انقلاب |
| * | جمال عبدالناصر                                    |       | ۱۹۵۴              | ۱۹۵۴  | زمان انتقال دولت     |
| ۱ | محمد نجیب                                         |       | ۱۹۵۴              | ۱۹۵۴  |                      |
| ۲ | جمال عبدالناصر                                    |       | ۱۹۵۴              | ۱۹۶۷  |                      |
| * | زکریا محیی الدین                                  |       | ۱۹۶۷              | ۱۹۶۷  | زمان انتقال دولت     |
| ۲ | جمال عبدالناصر                                    |       | ۱۹۶۷              | ۱۹۷۰  |                      |
| ۳ | انور سادات                                        |       | ۱۹۷۰              | ۱۹۸۱  | حزب ملی دموکراسی     |
| * | صوفی ابو طالب                                     |       | ۱۹۸۱              | ۱۹۸۱  | زمان انتقال دولت     |
| ۴ | حسنی مبارک                                        |       | ۱۹۸۱              | ۲۰۱۱  | حزب ملی دموکراسی     |
| * | محمد حسین طنطاوی رئیس شورای عالی نیروهای مسلح مصر |       | ۲۰۱۱              | ۲۰۱۲  | زمان انتقال دولت     |
| ۵ | محمد مرسی                                         |       | ۲۰۱۲              | ۲۰۱۳  | حزب آزادی و عدالت    |
| * | عدلی منصور                                        |       | ۲۰۱۳              | ۲۰۱۴  | زمان انتقال دولت     |
| ۶ | عبدالفتاح سیسی                                    |       | ۲۰۱۴              |       | مستقل                |